# 11005 Waldtrudering
11005 Waldtrudering eller 1980 PP1 är en asteroid i huvudbältet som upptäcktes den 6 augusti 1980 av den danske astronomen Richard West vid La Silla-observatoriet. Den är uppkallad efter Waldtrudering, en del av den tyska staden München.
Asteroiden har en diameter på ungefär 8 kilometer.